# Eunicidae
Gli Eunicidi (Eunicidae Berthold, 1827) sono una famiglia di anellidi policheti.

## Tassonomia
La famiglia comprende i seguenti generi:
- Aciculomarphysa
- Eunice
- Euniphysa
- Fauchaldius
- Heteromarphysa
- Lysibranchia
- Lysidice
- Marphysa
- Nauphanta
- Nematonereis
- Nereidonta
- Palola
- Palpiglossus
- Paraeuniphysa
- Paramarphysa

Uno dei più grossi eunicidi è la gigantesca, purpurea, iridescente Eunice aphroditois, che può essere trovata anche sulla spiaggia con la bassa marea lungo le coste meridionali dell'Australia. Il suo corpo robusto e muscoloso può raggiungere 1 m di lunghezza.